# Vincenzo D'Addario
Vincenzo D'Addario (Pianella, 8 maggio 1942 – Teramo, 1º dicembre 2005) è stato un arcivescovo cattolico italiano.

## Biografia
Nasce a Pianella, in provincia di Pescara e allora in diocesi di Penne e Pescara, l'8 maggio 1942.

### Formazione e ministero sacerdotale
Compie gli studi prima nel seminario diocesano di Penne, per le scuole medie inferiori, poi nel seminario regionale di Chieti per gli studi liceali e teologici. In seminario si distingue per comportamento esemplare, sia nel campo della disciplina e degli studi, sia in quello formativo e spirituale.
Il 26 giugno 1966 riceve l'ordinazione sacerdotale, dalle mani del vescovo Antonio Iannucci, nella chiesa parrocchiale di Pianella, e trasmette il programma augurale di Sant'Agostino: "Solo l'amore è il segreto per pascere il gregge di Dio".
Svolge il suo ministero sacerdotale e pastorale sempre a fianco del Iannucci, prima come suo segretario particolare per 12 anni, poi come pro-vicario generale per 8 anni, e quindi vicario generale, dell'arcidiocesi di Pescara-Penne per circa 18 mesi.
È insegnante di religione al liceo classico di Pescara per oltre 15 anni; assistente diocesano di Azione Cattolica ed aiutante nella parrocchia dello Spirito Santo. Dal 1983 al 1985 è primo parroco della nascente parrocchia di San Marco Evangelista e parroco ad interim del Sacro Cuore a Pescara.

### Ministero episcopale

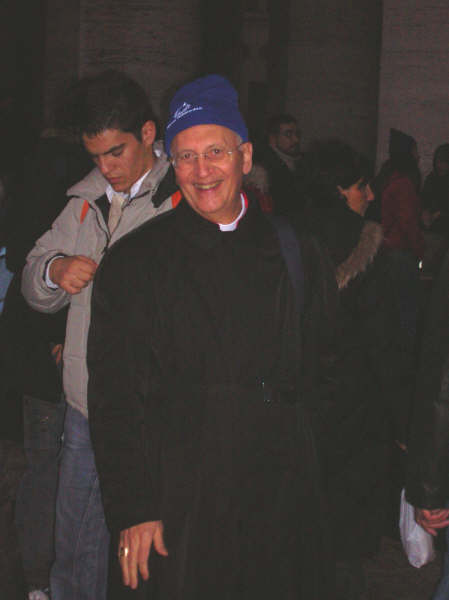
Mons. D'Addario in Piazza San Pietro la sera del 30 novembre 2005 (di qui a poche ore morirà)

Con bolla pontificia di Giovanni Paolo II dell'11 aprile 1986 è eletto coadiutore di Mario Di Lieto, vescovo di Ascoli Satriano e Cerignola, allora infermo. È ordinato vescovo il 5 giugno 1986 a Pescara nella chiesa dello Spirito Santo dal cardinale Bernardin Gantin, co-consacranti gli arcivescovi Antonio Iannucci e Antonio Valentini. Sono presenti, inoltre, di 20 vescovi e di circa 150 presbiteri abruzzesi e pugliesi.
Il 16 aprile 1987 diviene, per coadiutoria, vescovo di Cerignola-Ascoli Satriano.
Il 2 giugno 1990 viene promosso arcivescovo di Manfredonia-Vieste.
Il 2 maggio 1999, sul sagrato di San Pietro, chiede a Giovanni Paolo II di procedere alla beatificazione di padre Pio da Pietrelcina.
Il 24 agosto 2002 è nominato arcivescovo, titolo personale, di Teramo-Atri.
Il 30 novembre 2005 accompagna all'incontro con papa Benedetto XVI più di 300 giovani della diocesi di Teramo-Atri che nell'agosto 2005 hanno partecipato alla Giornata Mondiale della Gioventù di Colonia, in Germania.
Dopo la consueta udienza in piazza San Pietro celebra la sua ultima messa nell'altare centrale della basilica di San Pietro e nel pomeriggio si intrattiene nella piazza animata dai giovani al seguito.
Rientrato a Teramo in serata, spira alle ore 8 del mattino del giorno successivo, il 1º dicembre 2005, mentre recita le lodi mattutine, nella cappella dell'episcopio aprutino.

## Genealogia episcopale
La genealogia episcopale è:
- Cardinale Scipione Rebiba
- Cardinale Giulio Antonio Santori
- Cardinale Girolamo Bernerio, O.P.
- Arcivescovo Galeazzo Sanvitale
- Cardinale Ludovico Ludovisi
- Cardinale Luigi Caetani
- Cardinale Ulderico Carpegna
- Cardinale Paluzzo Paluzzi Altieri degli Albertoni
- Papa Benedetto XIII
- Papa Benedetto XIV
- Papa Clemente XIII
- Cardinale Marcantonio Colonna
- Cardinale Giacinto Sigismondo Gerdil, B.
- Cardinale Giulio Maria della Somaglia
- Cardinale Carlo Odescalchi, S.I.
- Cardinale Costantino Patrizi Naro
- Cardinale Lucido Maria Parocchi
- Papa Pio X
- Papa Benedetto XV
- Papa Pio XII
- Cardinale Eugène Tisserant
- Cardinale Bernardin Gantin
- Arcivescovo Vincenzo D'Addario